# Ministério do Trabalho, Assuntos Sociais e Serviços Sociais (Israel)
O Ministério do Trabalho, dos Assuntos Sociais e Serviços Sociais ( em hebraico:  משרד העבודה, הרווחה והשירותים החברתיים , Misrad HaAvoda, HaRevaha VeHaSherutim HaHevrati'im ) é o ramo do governo encarregado de supervisionar o emprego e garantir o bem-estar do público em Israel e supervisionar o fornecimento de serviços. O cargo atualmente é ocupado por Itzik Shmuli.

## História
O ministério foi originalmente dividido em dois ministérios separados - o Ministério do Trabalho e o Ministério do Bem-Estar. Em 1977, eles se uniram para ser o Ministério do Bem-Estar e Trabalho, de acordo com a visão de que o trabalho pode levar ao bem-estar. No mandato do segundo governo de Ariel Sharon (2003), a responsabilidade de questões relacionadas ao trabalho foi transferida para o ministério da Indústria, Comércio e Trabalho e, em 2007, o nome foi alterado para Ministério do Bem-Estar Social e Serviços Sociais. Em 2016, foi alterado para o nome atual.

## Lista de ministros
O ministro do Bem-Estar e Serviços Sociais de Israel ( em hebraico:  שר העבודה והרווחה ( Sar HaAvoda HaRevaha ) é o chefe político do ministério e parte do gabinete israelense.
| #                                                  | Ministro              | Partido                                    | Governo                   | Início do mandato      | Fim do mandato          | Notas                  |
| Ministro do Bem-Estar                              | Ministro do Bem-Estar | Ministro do Bem-Estar                      | Ministro do Bem-Estar     | Ministro do Bem-Estar  | Ministro do Bem-Estar   | Ministro do Bem-Estar  |
| -------------------------------------------------- | --------------------- | ------------------------------------------ | ------------------------- | ---------------------- | ----------------------- | ---------------------- |
| 1                                                  | Yitzhak-Meir Levin    | Agudat Yisrael United Religious Front      | P, 1, 2, 3                | 14 de maio de 1948     | 18 de setembro de 1952  |                        |
| 2                                                  | Haim-Moshe Shapira    | Hapoel HaMizrachi National Religious Party | 4, 5, 6, 7, 8             | 24 de dezembro de 1952 | 01 de julho de 1958     |                        |
| 3                                                  | Peretz Naftali        | Mapai                                      | 8                         | 25 de janeiro de 1959  | 17 de dezembro de 1959  |                        |
| 4                                                  | Yosef Burg            | National Religious Party                   | 9, 10, 11, 12, 13, 14, 15 | 17 de dezembro de 1959 | 01 de setembro de 1970  |                        |
| 5                                                  | Michael Hasani        | National Religious Party                   | 15, 16                    | 01 de setembro de 1970 | 04 de abril de 1974     |                        |
| 6                                                  | Victor Shem-Tov       | Alignment                                  | 17                        | 03 de junho de 1974    | 29 de outubro de 1974   |                        |
| –                                                  | Michael Hasani        | National Religious Party                   | 17                        | 30 de outubro de 1974  | 02 de julho de 1975     | Morreu em ofício       |
| 7                                                  | Yitzhak Rabin         | Alignment                                  | 17                        | 07 de julho de 1975    | 29 de julho de 1975     | Serving Prime Minister |
| –                                                  | Yosef Burg            | National Religious Party                   | 17                        | 29 de julho de 1975    | 04 de novembro de 1975  |                        |
| 8                                                  | Zevulun Hammer        | National Religious Party                   | 17                        | 04 de novembro de 1975 | 22 de dezembro de 1976  |                        |
| 9                                                  | Moshe Baram           | Alignment                                  | 17                        | 16 de janeiro de 1977  | 20 de junho de 1977     |                        |
| Ministro do Trabalho e Bem-Estar Social            |                       |                                            |                           |                        |                         |                        |
| 10                                                 | Menachem Begin        | Likud                                      | 18                        | 20 de junho de 1977    | 24 de outubro de 1977   | Serving Prime Minister |
| 11                                                 | Yisrael Katz          | Not an MK                                  | 18                        | 24 de outubro de 1977  | 05 de agosto de 1981    |                        |
| 12                                                 | Aharon Abuhatzira     | Tami                                       | 18                        | 05 de agosto de 1981   | 02 de maio de 1982      |                        |
| 13                                                 | Aharon Uzan           | Tami                                       | 19, 20                    | 03 de maio de 1982     | 13 de setembro de 1984  |                        |
| 14                                                 | Moshe Katsav          | Likud                                      | 21, 22                    | 13 de setembro de 1984 | 22 de dezembro de 1988  |                        |
| 15                                                 | Yitzhak Shamir        | Likud                                      | 23                        | 22 de dezembro de 1988 | 07 de março de 1990     |                        |
| 16                                                 | Roni Milo             | Likud                                      | 23                        | 07 de março de 1990    | 11 de junho de 1990     |                        |
| –                                                  | Yitzhak Shamir        | Likud                                      | 24                        | 11 de junho de 1990    | 13 de julho de 1992     | Serving Prime Minister |
| –                                                  | Yitzhak Rabin         | Labor Party                                | 25                        | 13 de julho de 1992    | 31 de dezembro de 1992  |                        |
| 17                                                 | Ora Namir             | Labor Party                                | 25, 26                    | 31 de dezembro de 1992 | 21 de maio de 1996      |                        |
| 18                                                 | Eli Yishai            | Shas                                       | 27, 28                    | 18 de junho de 1996    | 11 de julho de 2000     |                        |
| 19                                                 | Ra'anan Cohen         | One Israel                                 | 28                        | 10 de agosto de 2000   | 07 de março de 2001     |                        |
| 20                                                 | Shlomo Benizri        | Shas                                       | 29                        | 07 de março de 2001    | 23 de maio de 2002      |                        |
| 21                                                 | Ariel Sharon          | Likud                                      | 29                        | 23 de maio de 2002     | 03 de junho de 2002     | Serving Prime Minister |
| –                                                  | Shlomo Benizri        | Shas                                       | 29                        | 03 de junho de 2002    | 28 de fevereiro de 2003 |                        |
| Ministro da Previdência e Serviços Sociais         |                       |                                            |                           |                        |                         |                        |
| 22                                                 | Zevulun Orlev         | National Religious Party                   | 30                        | 03 de março de 2003    | 11 de novembro de 2004  |                        |
| 23                                                 | Ehud Olmert           | Kadima                                     | 31                        | 04 de maio de 2006     | 21 de março de 2007     | Serving Prime Minister |
| 24                                                 | Isaac Herzog          | Labor Party                                | 31, 32                    | 21 de março de 2007    | 17 de janeiro de 2011   |                        |
| 25                                                 | Moshe Kahlon          | Likud                                      | 32                        | 19 de janeiro de 2011  | 18 de março de 2013     |                        |
| 26                                                 | Meir Cohen            | Yesh Atid                                  | 32                        | 18 de março de 2013    | 05 de dezembro de 2014  |                        |
| 27                                                 | Haim Katz             | Likud                                      | 34                        | 14 de maio de 2015     | 31 de julho de 2016     |                        |
| Ministro do Trabalho, Bem-Estar e Assuntos Sociais |                       |                                            |                           |                        |                         |                        |
| 28                                                 | Haim Katz             | Likud                                      | 34                        | 31 de julho de 2016    | 16 de agosto de 2019    |                        |
| 29                                                 | Ofir Akunis           | Likud                                      | 34                        | 20 de janeiro de 2020  | 17 de maio de 2020      |                        |
| Ministro do Bem-Estar                              |                       |                                            |                           |                        |                         |                        |
| 30                                                 | Itzik Shmuli          | Labor                                      | 35                        | 17 de maio de 2020     |                         |                        |

### Vice-ministros
| # | Ministro                | Partido                                    | Governo | Início do mandato      | Fim do mandato          |
| - | ----------------------- | ------------------------------------------ | ------- | ---------------------- | ----------------------- |
| 1 | Shlomo-Yisrael Ben-Meir | Partido Religioso Nacional                 | 8       | 13 de janeiro de 1958  | 1 de julho de 1958      |
| 2 | Ben-Zion Rubin          | Tami                                       | 19, 20  | 11 de agosto de 1981   | 13 de setembro de 1984  |
| 3 | Menachem Porush         | Agudat Yisrael                             | 21      | 24 de setembro de 1984 | 2 de dezembro de 1985   |
| 3 | Rafael Pinhasi          | Shas                                       | 21, 22  | 2 de dezembro de 1985  | 22 de dezembro de 1988  |
| 4 | Moshe Ze'ev Feldman     | Agudat Yisrael                             | 23      | 22 de dezembro de 1988 | 31 de outubro de 1989   |
| - | Menachem Porush         | Agudat Yisrael                             | 24      | 19 de novembro de 1990 | 13 de julho de 1992     |
| 5 | Shmuel Halpert          | Agudat Yisrael                             | 24      | 8 de junho de 1991     | 13 de julho de 1992     |
| 6 | Yitzhak Vaknin          | Shas                                       | 29      | 2 de maio de 2001      | 20 de maio de 2002      |
| - | Yitzhak Vaknin          | Shas                                       | 29      | 3 de junho de 2002     | 28 de fevereiro de 2003 |
| 5 | Avraham Ravitz          | Judaísmo Unido da Torá </br> Degel HaTorah | 30      | 30 de março de 2005    | 4 de maio de 2006       |
| 6 | Meshulam Nahari         | Shas                                       | 34      | 19 de maio de 2015     | 13 de janeiro de 2016   |
| - | Meshulam Nahari         | Shas                                       | 34      | 20 de janeiro de 2020  |                         |